# Guy Clarkson
George Eliott „Guy“ Clarkson (* 1. Januar 1891 in Toronto, Ontario; † 9. Oktober 1974 in Buffalo, New York, USA) war ein britisch-kanadischer Eishockeyspieler und -trainer.

## Karriere
Guy Clarkson studierte Ingenieurswesen an der University of Toronto und spielte für das Eishockeyteam Varsity Blues der Universität. Nach seinem ersten Abschluss 1913 kam er nach England, um an der University of Leeds Chemie zu studieren. Er begann, für den Princes Ice Hockey Club zu spielen, der England bei der LIHG-Meisterschaft 1914 vertrat. Clarkson gewann das Turnier mit dem Princes IHC. Während des Ersten Weltkriegs diente er als Soldat. 1920 vertrat er Großbritannien beim Bouvier Cup in St. Moritz. 
Guy Clarkson nahm für die britische Nationalmannschaft an den Olympischen Winterspielen 1924 in Chamonix teil. Mit seinem Team gewann er die Bronzemedaille. Er selbst kam im Turnierverlauf als Spielertrainer in drei Spielen zum Einsatz. Außerdem sollte er im Skilanglauf über 50 Kilometer und im Skispringen starten.
Seine Frau Alice, die er 1919 heiratete, stammte aus England und Clarkson arbeitet für die Stahlfirma seines Schwiegervaters Max Mannaberg. Da seine Frau jüdischer Abstammung war, entschied er sich nach einem Besuch Österreichs 1938 – kurz nach dem Anschluss Österreichs – nach Kanada zurückzukehren. Später gründete Clarkson eine Druckfirma in Buffalo, USA.

## Erfolge
- 1924 Bronzemedaille bei den Olympischen Winterspielen